# Йо Бі Інь
Йо Бі Інь (спрощена китайськак: 杨美盈; традиційна китайська 楊美盈; піньїнь: Yáng Měiyíng; Певедзі: Iôⁿ Bí-êng; нар. 26 травня 1983 р.) — малайзійська політична діячка з Партії демократичної дії (DAP), що входить до складу опозиційної коаліції Пакатан Харапан (PH). Вона обіймала посаду міністерки енергетики, науки, технологій, навколишнього середовища та зміни клімату в адміністрації PH за колишнього прем'єр-міністра Махатхіра Мохамада з липня 2018 року до розпаду адміністрації PH в лютому 2020 року. З травня 2018 року вона була депутатом від Бакрі. З травня 2013 по травень 2018 року вона була членом Законодавчих зборів штату Селангор (MLA) від Дамансари Утами. З листопада 2017 року по березень 2022 року вона обіймала посаду помічниці національного секретаря з реклами DAP.

## Раннє життя
Йо народилася 26 травня 1983 року і почала зростати в маєтку Гомалі, а потім переїхала до невеликого містечка Бату Анам у Сегаматі в північній частині Джохора.

## Освіта
Йо навчалася в Національному молодшому коледжі (Сінгапур). У 2006 році закінчила Технологічний університет Петронаса (UTP) з відзнакою першого класу в галузі хімічної інженерії за стипендією Петронаса. Після двох років роботи з Шлюмберже вона продовжила навчання на магістратурі (магістр філософії) з передової хімічної інженерії в коледжі Корпус-Крісті, Кембридж, за стипендією Гейтса Кембриджського фонду Білла та Мелінди Гейтс, і закінчила свій ступінь з відзнакою.

## Політична кар'єра
З лютого 2012 року Йо працювала волонтеркою у DAP, перш ніж у серпні того ж року назавжди приєдналася до партії разом з іншим академіком, доктором Онг Кіан Міном. Під час ведення власного бізнесу вона також була стратегічною радницею партії в соціальних мережах, а також спеціальною помічницею Тоні Пуа, депутата від Петалінг Джая Утара.
Вона також є національною помічницею секретаря з реклами DAP, віце-головою молоді Пакатан Гарапан і директором з політичної освіти DAP Ваніта Селангор.
На загальних виборах 2013 року (GE13) Йо вперше брала участь у виборах у виборчому окрузі Законодавчих зборів штату Селангор від Дамансари Утами. Вона отримала 83,6 % голосів і більшість у 30 689, що є найбільшим показником для місць у штаті Малайзії. Тоді вона була наймолодшим членом Законодавчих зборів штату Селангор. Після обрання Йо сказала, що її головними пріоритетами є зниження високого рівня злочинності, заторів, а також боротьба з повені та бідністю.
У березні 2017 року Йо поставив під сумнів фінанси програми PERMATApintar (широко відомої як PERMATA), програми освіти та соціального забезпечення дітей, покровителькою якої є дружина прем'єр-міністра Наджіба Разака Росма Мансор, закликаючи до прозорості фінансових рахунків діяльності організації.
Йо поставила під сумнів необхідність створення окремого агентства при Департаменті прем'єр-міністра з Росма, особою, яка не була обрана народом, щоб відігравати таку важливу роль в уряді. Вона сказала, що програми розвитку дітей раннього віку, такі як PERMATA, повинні бути підпорядковані відповідним повноцінним міністерствам, які більш оснащені та мають персонал з більшим досвідом роботи в цій галузі.
Йо була обрана DAP для участі у загальних виборах 2018 року (GE14) як кандидат від Пакатана Харапана на місце в парламенті Бакрі в Джохорі і успішно обрана до парламенту.

### Міністр енергетики, науки, технологій, навколишнього середовища та зміни клімату
Йо була призначена і приведена до присяги як міністр енергетики, технологій, науки, зміни клімату та навколишнього середовища 2 липня 2018 року у складі 7-го кабінету прем'єр-міністра Махатхіра. Згодом 2 серпня 2018 року міністерство було перейменовано на Міністерство енергетики, науки, технологій, навколишнього середовища та зміни клімату (MESTECC) для зручності акронімів.
Серед її перших дій на посаді міністерки було оголошення про збільшення цілей відновлюваної енергії з 2 % до 20 % до 2030 року. Щоб забезпечити ефективне споживання енергії, вона також ініціювала реконструкцію державних будівель.
Йо допомогла встановити загальнонаціональну заборону на імпорт пластикових відходів і опублікувала 12-річну дорожню карту, яка включає законодавчу базу щодо припинення використання одноразового пластику в Малайзії до 2030 року. Протягом кількох коротких місяців на посаді міністерки її робота з навколишнього середовища вже отримала визнання журналу Nature.

#### «Дорожня карта до нуля одноразового пластику» 2018—2030
Згідно з науковим дослідженням, опублікованим в журналі Science в 2015 році, Малайзія займає 8 місце за кількістю пластикових відходів, які неправильно обробляються. Неправильне поводження з пластиковими відходами вплине на навколишнє середовище, здоров'я та економіку країни. Є також пластмаси, які розкладаються на мікропластик, який може потрапити в харчовий ланцюг і вплинути на життя у воді та здоров'я людей. Тому «Дорожня карта Малайзії до нульового використання одноразового пластику до 2030 року», запущена в жовтні 2018 року, є орієнтиром для нації щодо поетапного виконання дій протягом наступних 12 років до 2030 року . Дорожня карта — це живий документ, який дозволяє урядам штатів розгортати ініціативи та реалізовувати політику відповідно до рівня обізнаності та готовності кожного штату у терміни, встановлені MESTECC.

#### Скасування чотирьох IPP
ерез недотримання умов, передбачених у відповідних листах-пропозиціях, уряд Малайзії вирішив скасувати чотири контракти з незалежними виробниками електроенергії (IPP), укладених шляхом прямих переговорів. Це оголошення було зроблено у відповіді міністерки енергетики, науки, технологій, навколишнього середовища та зміни клімату Йо Бі Інь на запит депутата від Іпо Тімура Вонг Ка Во в парламенті 25 жовтня 2018 року.
Чотири скасовані IPP були Malakoff Corp Bhd і Tenaga Nasional Bhd на 700 МВт газової електростанції в Капарі (Селангор); завод Aman Majestic Sdn Bhd і Tenaga Nasional потужністю 1400 МВт в Пака (Теренгган); Гідроелектростанція Sabah Development Energy (Сандакан) Sdn Bhd і SM Hydro Energy Sdn Bhd на промисловому кластері пальмової олії (POIC) в Сандакані (Сабах) і квота сонячної енергії 400 МВт для Edra Power Holdings Sdn Bhd для використання сонячної електростанції.
Якби національний запас електроенергії залишався на оптимальному рівні 32 % і якби цим проєктам було дозволено продовжити, це збільшило б запас резерву до 46 %, що є рівнем вище необхідного. Коли плата за потужність зросте, збільшаться і рахунки за електроенергію. Скасування дозволило уряду заощадити на електроенергії 1,26 мільярда ринггитів.

#### Скасування квоти та звільнення нової квоти за пільговим тарифом
У вересні 2018 року скасовано квоту відновлюваної енергії на 156 МВт (155,7256 МВт), дозволяючи пропонувати 115 МВт (114,5682 МВт) у четвертому кварталі 2018 року. Квота буде відкрита для подання пакетами.
Міні-ГЕС матиме квоту 74,5682 МВт для застосування, яке, як очікується, буде введено в комерційну роботу до 2020 та 2021 років. Квота, виділена на біогаз і біомасу, становить 30 МВт і 10 МВт відповідно; ці квоти призначені для заявок, які досягнуть комерційної діяльності до 2021 року.
Це перший випадок, коли Управління з розвитку сталого енергетики (SEDA) відкриває електронні торги на біогаз у системі Feed in Tariff, щоб створити кращу ефективність ціноутворення на електроенергію, вироблену з ресурсів біогазу, через здорову конкуренцію.

#### Ініціативи сонячної фотоелектричної енергії— покращення вимірювання чистої енергії (NEM) та лізинг сонячної енергії
Ближче до кінця 2016 року уряд Малайзії запровадив програму Net Energy Metering (NEM), щоб заохочувати встановлення сонячних фотоелементів на даху для виробництва відновлюваної енергії для споживання та експорту назад в мережу, а виробники-споживачі отримають відшкодування за рахунок зміщена вартість через рахунок за електроенергію.
Квота, яка була визначена у 2016 році, становила 500 МВт на 5 років з 2016 по 2020 рік. Розбивка склала 120 МВт для побутових споживачів, 195 МВт для комерційних і 185 МВт для промислових. Однак через два роки після запуску рівень споживання був дуже низьким — близько 17 МВт або 3,4 %.
Щоб покращити впровадження NEM, MESTECC реалізував ініціативи для домашніх, комерційних та промислових користувачів.
Для внутрішніх споживачів Уряд покращить NEM, дозволивши експортувати додаткову енергію, яка утворюється, назад до мережі, один до одного. Це означає, що кожен вироблений 1 кВт-год буде компенсуватись проти 1 кВт-год, використаного клієнтом, замість раніше зазначених витрат. Завдяки цій ініціативі MESTECC сподівається, що використання NEM збільшиться, оскільки згодом зменшиться вартість енергії для домашніх споживачів.
Для комерційних та промислових користувачів Уряд погодився впровадити NEM через механізм сонячної лізингу з використанням Угоди про постачання відновлюваної енергії (SARE). За допомогою цього методу вартість придбання та встановлення сонячних фотоелектричних панелей, дохід від виробництва електроенергії та тариф на електроенергію будуть узгоджені трьома сторонами між Замовниками, інвесторами/власниками фотоелектричних панелей та комунальним підприємством (TNB). Ця ініціатива звільняє клієнтів від оплати авансових витрат. Витрати на встановлення та сонячну фотоелектричну енергію оплачуватимуть інвестори та комунальне підприємство.
Уперше NEM було впроваджено наприкінці 2016 року, а загальна затверджена потужність на кінець 2018 року становила 27,81 МВт. З січня 2019 року схему NEM було вдосконалено, щоб дозволити продавати надлишки сонячної електроенергії за принципом 1-на-1. На сьогоднішній день SEDA Malaysia в рамках розширеної програми NEM затвердила до 58,6 МВт.

#### Відкритий тендер для великомасштабних сонячних проектів (LSS3)
У лютому 2019 року у рамках третього раунду великомасштабної сонячної схеми (LSS3) для збільшення виробництва електроенергії з відновлюваної енергії уряд Малайзії оголосив тендер на проєкти на суму 2 мільярди рингітів. Процес конкурсних торгів був відкритий на півроку з лютого по серпень 2019 року.
Через вдосконалення технології та прийняття відкритих торгів для енергетичних проєктів у торгах LSS3, які завершилися в серпні 2019 року, вартість генерації за кіловат-годину (кВт-год) сонячної енергії була нижчою, ніж виробництво енергії з джерел природного газу. Чотири найнижчі пропозиції, які охоплювали 365 МВт з 500 МВт, були нижчими за поточну вартість виробництва електроенергії на газі в 23,22 сен за кВт-год, а найнижча пропозиція становила 17,77 сен за кВт-год. Це означає зниження на 45 % порівняно з найнижчою ціною в 32 сен за кВт-год для другого раунду пропозиції Великого сонячного проекту (LSS2) кілька років тому.
Йо очікувала, що майбутня станція потужністю 500 МВт, ймовірно, закриється нижче 24 сен/кВт-год, до технічної оцінки. У Малайзії буде більш конкурентоспроможне та диверсифіковане виробництво електроенергії, оскільки технологічний прогрес у відновлюваних джерелах енергії та зростаючий попит зробили доступ до технології дешевшим, сприяючи зниженню вартості виробництва електроенергії.
Йо також зазначала, що Малайзії потрібні інвестиції на загальну суму 33 мільярди рингітів, щоб до 2025 року досягти своєї мети — 20 відсотків виробництва електроенергії з відновлюваних джерел енергії. Тим часом Комісія з цінних паперів провела шестимісячне дослідження зеленого фінансування, сформувавши робочу групу для надання звіту про 21 пункт дій для сприяння інвестиціям у відновлювану енергетику на суму 33 мільярди рингітів. Уряд Малайзії прагне продовжувати діючі стимули для зелених інвестицій, наприклад, схема фінансування зелених технологій, податкова допомога на зелені інвестиції та звільнення від податку на зелений прибуток.

#### Друга вправа з проведення електронних торгів біогазу та Перші електронні ставки для малих гідроенергетичних систем
Управління з розвитку сталого енергетики (SEDA) Малайзії завершує другий етап електронних торгів біогазу та перші електронні торги для малих гідроенергетичних систем.
У заяві від 23 липня 2019 року Йо сказала, що мета процесу електронних торгів полягає в тому, щоб полегшити визначення ціни на відновлювані джерела енергії (РЕ), отримані з біогазу та малих гідроресурсів, через здорову конкуренцію.
Схема пільгового тарифу (FiT) традиційно пропонувала тариф за фіксованою ставкою. Запровадивши FiT протягом семи років, SEDA покращила визначення ціни тарифу, запропонованого розробнику відновлюваної енергії, шляхом конкурентних торгів. У четвертому кварталі 2018 року було проведено перший електронний конкурс на біогаз. Графік електронних торгів на поточному етапі включає 30 МВт та 160 МВт для біогазу та малої гідроенергетики відповідно.
Станом на кінець червня 2019 року SEDA схвалила 12 540 заявок за пільговим тарифом (FiT) загальною потужністю 1 744,38 МВт. Це становило 34,6 відсотка (малі гідроелектростанції), 25,4 відсотка (сонячні фотоелектричні), 23,5 відсотка (біомаса), 14,4 відсотка (біогаз) і 2,1 відсотка (геотермальна).
У той же час, загальна кількість проектів ВДЕ, які досягли комерційної експлуатації, становила 10 254 із загальною встановленою потужністю 621,96 МВт (61,8 відсотка сонячної фотоелектричної енергії, 15,4 відсотка біомаси, 11,5 відсотка біогазу та 11,3 відсотка малої гідроенергетики.

#### Закон про енергоефективність та збереження енергії (EECA)
Спільне дослідження, проведене Групою економічного планування уряду Малайзії (EPU) і Програмою розвитку ООН (ПРООН), підрахувало, що Малайзія має потенційну економію енергії на 46,92 мільярда рингітів з 2016 по 2030 рік. Дослідження показує, що основною перешкодою для широкого використання енергоефективних практик є відсутність нормативної бази. Тому MESTECC працює над основою для Закону про енергоефективність та економію енергії (EECA), очікується, що закон буде представлений в Деван Рак'яті наприкінці 2019 року.

#### Контракт на енергоефективність (EPC)
Окрім розробки проекту Закону про енергоефективність та енергозбереження, MESTECC також переглянув та вдосконалив Національний план дій з енергоефективності (NEEAP) на 2016—2025 рр. і встановив нову мету досягти принаймні 8 відсотків економії за рахунок енергоефективності до 2025 року. MESTECC зосередиться на енергоефективності в будівельному секторі, оскільки він був визнаний на міжнародному рівні як один із найбільш економічно ефективних секторів для зниження споживання енергії.
Споживання електроенергії в будівлях становить понад 50 відсотків споживання електроенергії в Малайзії. Це показує, що існує великий потенціал для економії коштів, якщо Малайзія зможе підвищити енергоефективність будівель.

### Рішення щодо накопиченого радіоактивного залишку на Лінасському заводі передових матеріалів у Гебензі, Куантан
Після роботи виконавчого комітету з огляду діяльності заводів передових матеріалів Lynas (LAMP) у Гебензі, який був представлений MESTECC, як заплановано на 27 листопада 2018 року, міністерство стурбовано зростанням ризику, що виникає внаслідок тривалого накопичення залишків без життєздатного рішення управляти його накопиченням у найближчій перспективі. З цієї причини міністерство не дозволить необмежене накопичення залишків на ЛАМПі.
У зв'язку з цим до Lynas Malaysia будуть застосовуватися такі передумови для майбутніх продовжень ліцензій/дозволів:
1. Накопичений залишок WLP, який містить радіоактивні матеріали, необхідно вивезти з Малайзії. (Примітка: чинна ліцензія на тимчасове зберігання закінчується 2 вересня 2019 року.) Міністерство зазначає, що Lynas Corporation Ltd., Австралія (Lynas Australia) і Lynas Malaysia Sdn. Bhd. (Lynas Malaysia) кожна з них надала листи про зобов'язання від 23 лютого 2012 року та 6 березня 2012 року відповідно, вказуючи на їхнє зобов'язання у разі потреби видалити залишки LAMP з Малайзії.[55]
2. Що стосується нерадіоактивних відходів NUF, що заплановані, LAMP подає план дій щодо утилізації накопичених відходів, перш ніж вони будуть розглянуті для майбутніх застосувань відповідно до правила 9 (6) і 9 (7) Правил якості навколишнього середовища (список відходів). 2005 рік. (Примітка: діючий дозвіл на зберігання планових відходів діє до 15 лютого 2019 року).[56]

У Міністерстві впевнені, що це рішення сприятиме подальшому забезпеченню добробуту громади та довкілля.

## Діяльність поза парламентом
Офіс Йо керує двома навчальними центрами в Дамансара Бістарі та Кампунг Чемпака, що пропонують безкоштовні заняття для студентів у віці від 7 до 17 років із сімей з низьким рівнем доходу. Вона також веде щомісячну програму банку продуктів харчування, надаючи допомогу в найнеобхідніших потребах понад 100 людям.
Вона також співпрацює з рухом Impian Malaysia DAP, будучи однією із піонерок першого проєкту Impian Sarawak в Кампунг-Сайті, Саравак, який працює над забезпеченням базової інфраструктури, такої як дороги, вода та електрика в Сараваку.
Вона є засновницею LEAP (Leadership, Education, Activism and Politics), яка має на меті навчити студентів політичним процесам та активності в Малайзії, таким як формування політичних партій, виборчі кампанії, управління округами, зв'язки зі ЗМІ, формування коаліцій та дебати.
Також вона є засновницею програми Lawatan Anak Muda (LAM), що дозволяє молодим учасникам відвідувати парламент Малайзії та Державну асамблею Селангора. Учасники отримують можливість провести сесію запитань і відповідей з кількома членами парламенту та депутатами штату.

## Суперечки

### Незаконне привласнення коштів
У березні 2017 року Джамаль Мохд Юнос, керівник відділу Об'єднаної малайської національної організації (UMNO) Сунгай Бесар, стверджував, що кошти уряду штату Селангор для Skim Mesra Usia Emas (SMUE) були незаконно привласнені Йо. За допомогою документів, які свідчать про кожен здійснений платіж SMUE Йо спростувала звинувачення. Йо з'явилася в офісі Малайзійської антикорупційної комісії (MACC), куди, як очікувалося, з'явиться Джамал, щоб подати звіт. Йо принесла із собою дзеркало з написом «Нічого приховувати», щоб подарувати Джамалу. Проте Джамал, схоже, не подав звіту, і дзеркало було передане його представнику. Згодом Йо подала позов проти Джамала в розмірі 5 мільйонів рингітів за наклеп. Джамал не з'явився на розгляд справи у Високому суді.

### Купівля землі MCA
У вересні 2017 року законодавці DAP допитали Малайзійську китайську асоціацію (MCA) про земельну ділянку площею в один акр у Кампунг Чемпака, Петалінг-Джая, яка нібито була придбана за ринковою ціною.
MCA звернулася за дозволом на купівлю землі в уряду штату, яка тоді була під владою Barisan Nasional, і придбала її в 2007 році. Потім вони купили землю за 52 000 ринггитів по 1 ринггит за квадратний фут, коли, як повідомляється, земля коштувала більше 400 ринггитів за квадратний фут. Пізніше Йо дізналася про плани MCA змінити статус землі на комерційний і запитла, як MCA вдалося придбати її нижче ринкової ціни. Коли з колишнім депутатом Петалінг Джая Утара, Чу Мей Фан з MCA зв'язалися з цим питанням, вона заперечила свою причетність до заявки на землю і відмовилася пояснювати далі.
Після того, як випадок стало відомим громадськості, три керівники MCA, віце-голова MCA Селангор Тан Сон Чанг, начальник відділу MCA Петалінг Джая Утама, Тан Гім Туан, і Чу виступили і заявили, що куплена земельна ділянка площею 1 акр була придбана нижче ринкової ціни призначався для використання на державній службі. Йо оскаржила це пояснення, стверджуючи, що якщо земля насправді призначена для суспільних потреб, то MCA не має потреби володіти землею замість уряду штату. Йо також попросила надати докази або гарантії того, що MCA мав намір використовувати землю для державних послуг, а також поставила під сумнів причину, чому MCA подала заявку на перепланування землі та перетворення її з «водного об'єкта» на «комерційну землю».
Пізніше Чю погрожував подати до суду на Йо та депутата за Петалінг Джая Утара, Тоні Пуа, що вони відкрито вітали, дотримуючись своєї позиції, що вони не зробили нічого наклепницького щодо Чу чи MCA, розкривши правдиві факти.

## Особисте життя
11 березня 2019 року Йо була одружена з Лі Єу Сеном, головним виконавчим директором IOI Properties Group Bhd. Єу Сенг також є молодшим сином засновника та керівника IOI Group; магнатом Тан Шрі Лі Шін Ченга. Йоу Сенг і його старший брат Йоу Чор успадкували маєток свого батька, який помер у червні 2019 року, були разом у списку Forbes як шості у списку 50 найбагатших осіб у Малайзії 2021 року.

## Результати виборів
| Рік  | уряд | уряд           | Голосів | %       | Опозиція                         | Опозиція          | Голосів | %       | Вкинуті бюлетені | Більшість | Явка    |
| ---- | ---- | -------------- | ------- | ------- | -------------------------------- | ----------------- | ------- | ------- | ---------------- | --------- | ------- |
| 2013 |      | Ю Бе Він (DAP) | 37,303  | 84,21 % |                                  | Лім Чун Кін (MCA) | 6614    | 14,93 % | 44 654           | 30 689    | 83,63 % |
| 2013 |      | Ю Бе Він (DAP) | 37,303  | 84,21 % | Лі Вей Бень (Незалежний політик) | 380               | 0,86 %  |         | 44 654           | 30 689    | 83,63 % |

| Рік  | уряд | уряд           | Голосів | %       | Опозиція               | Опозиція         | Голосів | %       | Бюлетені кинуті | Більшість | Явка    |
| ---- | ---- | -------------- | ------- | ------- | ---------------------- | ---------------- | ------- | ------- | --------------- | --------- | ------- |
| 2018 |      | Ю Бі Він (DAP) | 38 718  | 62,65 % |                        | Ко Чон Чай (MCA) | 15 507  | 25,09 % | 61 800          | 23 211    | 84,50 % |
| 2018 |      | Ю Бі Він (DAP) | 38 718  | 62,65 % | Md Zahrul Salleh (PAS) | 7 575            | 12,26 % |         | 61 800          | 23 211    | 84,50 % |

## Нагороди та визнання

### Міжнародні відзнаки
- «10 найкращих людей, які мають значення в науці 2018 року» — британський міжнародний журнал Nature, присвячений науковим і технологічним дослідженням.[24][72][73][74]
- 7 людей, які стояли на захисті нашої планети в 2018 році — від Eco-Business, провідної цифрової медіа-компанії, яка обслуговує чисті технології в Азіатсько-Тихоокеанському регіоні, розумні міста, відповідальний бізнес і спільноту сталого розвитку.[75]
- 25 надихаючих жінок кліматичних лідерок — «25 жінок-кліматичних лідерок, які формують 2019 рік» — від Британського екологічного журналу The Ecologist, який тоді був журналом, охоплює широкий спектр екологічних тем і пропагує підхід до екологічного мислення через свої новини, дослідження та статті.[76]
- 2019 Young Global Leaders — «127 Young Global Leaders 2019» — від Всесвітнього економічного форуму[77][78]

## Публікації
14 березня 2018 року Йо випустила свою першу книгу «Reimagining Malaysia»